# Белов, Евгений Николаевич (режиссёр)
Евге́ний Никола́евич Бело́в (при рождении — Белоцерковский; 19 августа [1 сентября] 1902, Лубны, Полтавская губерния — 27 февраля 1999, Санкт-Петербург) — советский театральный режиссёр; Заслуженный деятель искусств РСФСР (3.10.1957).

## Биография
Евгений Николаевич Белов родился в 1902 году.
В 1923 году окончил Киевскую драматическую студию под руководством П. Л. Скуратова. В 1924—1929 годы работал режиссёром и актёром в театрах Новозыбкова, Речицы, Клинцов.
В последующем — художественный руководитель и режиссёр Сызранского ТРАМа (1929—1932), Куйбышевского театра имени 20-летия ВЛКСМ (1932—1939), Читинского областного драмтеатра (1939—1940). В 1938 году принят в ВКП(б).
В 1940—1948 годы работал в Пензенском областном драматическом театре — режиссёром-постановщиком, с 1943 — главным режиссёром и директором. В 1944 году организовал при театре драматическую студию.
В 1948—1953 годы — художественный руководитель и режиссёр Ивановского областного драмтеатра, в 1954—1979 — главный режиссёр Комсомольского-на-Амуре драмтеатра.
Последние годы жизни провёл в Петербургском Доме ветеранов сцены; скончался в 2000 году.

### Театральные работы
- 1935 — «Аристократы» Н. Ф. Погодина
- 1936 — «Оптимистическая трагедия» В. В. Вишневского
- [когда?]«Павел Греков» Б. И. Войтехова и Л. С. Ленча
- 1939 — «Овод» по одноимённому роману Э. Л. Войнич
- 1945 — «Живой труп» Л. Н. Толстого
- 1943 — «Сирано де Бержерак» Э. Ростана
- [когда?]«Нашествие» Л. М. Леонова
- 1947 — «Молодая гвардия» по одноимённому роману А. А. Фадеева
- 1949 — «Три сестры» А. П. Чехова
- 1951 — «Семья» И. Ф. Попова
- 1954 — «Мракобесы» А. Н. Толстого
- 1956 — «Оптимистическая трагедия» В. В. Вишневского
- 1958 — «Третья патетическая» Н. Ф. Погодина
- 1959 — «Ромео и Джульетта» У. Шекспира
- [когда?]«С новым счастьем» М. А. Светлова
- 1972 — «А зори здесь тихие» по одноимённой повести Б. Л. Васильева

## Награды
- Заслуженный деятель искусств РСФСР (3 октября 1957).